# Backbone.js
Backbone.js는 REST JSON 인터페이스를 갖춘 자바스크립트 라이브러리이며 모델-뷰-컨트롤러 애플리케이션 디자인 패러다임에 기반을 둔다. Backbone은 가벼운 것으로 유명한데, 유일한 무거운 의존성이 자바스크립트 라이브러리인 Underscore.js와 전체 라이브러리 이용을 위한 jQuery이기 때문이다. 싱글 페이지 애플리케이션 개발을 위해 설계되어 있으며 웹 애플리케이션의 다양한 부분을 동기 처리한다.

## 이용하는 곳
- 500px
- 에어비앤비
- 디아스포라 (소셜 네트워크)
- 디그
- 드루팔
- 그루브샤크
- 그루폰
- 훌루
- 넥스트클라우드
- 판도라 (음악 서비스)
- 사운드클라우드
- 트렐로
- USA 투데이
- 버라이즌 커뮤니케이션스